# Arctornis cretosanaphtha
Arctornis cretosanaphtha är en fjärilsart som beskrevs av Holloway 1999. Arctornis cretosanaphtha ingår i släktet Arctornis och familjen tofsspinnare. Inga underarter finns listade i Catalogue of Life.